# Mawtini
Mawtini (ar. موطني; mitt hemland) är en populär dikt skriven av den palestinske diktaren Ibrahim Touqan (ar. إبراهيم طوقان) cirka 1934 i Brittiska Palestinamandatet och blev de facto den inofficiella nationalsången i Palestina. Originalmusiken komponerades av Muhammad Fuliefil (ar: محمد فليفل). Under åren blev den väldigt populär i Arabvärlden. Nyligen blev Mawtini Iraks nationalsång, och ersatte därmed den gamla, Ardulfurataini Watan som starkt förknippades med Saddam Husseins Baath-regim.

## Arabisk låttext
مَــوطِــنــي 	 مَــوطِــنِــي 
الجـلالُ والجـمالُ 	والسَّــنَاءُ والبَهَاءُ
فـــي رُبَــاكْ 	فــي رُبَـــاكْ 

والحـياةُ والنـجاةُ 	وا
فــي هـــواكْ 	فــي هـــواكْ 
هـــــلْ أراكْ 	هـــــلْ أراكْ 
سـالِماً مُـنَـعَّـماً 	وَ غانِـمَاً مُـكَرَّمَاً

هـــــلْ أراكْ 	فـي عُـــلاكْ 
تبـلُـغُ السِّـمَـاكْ 	تبـلـغُ السِّـمَاك
مَــوطِــنِــي 	مَــوطِــنِــي 

مَــوطِــنِــي 	مَــوطِــنِــي 
الشبابُ لنْ يكِلَّ هَمُّهُ 	أنْ تستَقِـلَّ أو يَبيدْ
نَستقي منَ الـرَّدَى 	ولنْ نكونَ للعِــدَى 
كالعَـبـيـــــدْ 	كالعَـبـيـــــدْ

لا نُريــــــدْ 	لا نُريــــــدْ 
ذُلَّـنَـا المُـؤَبَّـدا 	وعَيشَـنَا المُنَكَّـدا
لا نُريــــــدْ 	بـلْ نُعيــــدْ 
مَـجـدَنا التّـليـدْ 	مَـجـدَنا التّليـدْ
مَــوطِــنــي 	مَــوطِــنِــي 

مَــوطِــنِــي 	مَــوطِــنِــي 
الحُسَامُ و اليَـرَاعُ 	لا الكـلامُ والنزاعُ
رَمْــــــزُنا 	رَمْــــــزُنا 
مَـجدُنا و عـهدُنا 	وواجـبٌ منَ الوَفا
يهُــــــزُّنا 	يهُــــــزُّنا 

عِـــــــزُّنا 	عِـــــــزُّنا 
غايةٌ تُـشَــرِّفُ 	و رايـةٌ ترَفـرِفُ
يا هَـــنَــاكْ 	فـي عُـــلاكْ 
قاهِراً عِـــداكْ 	قاهِـراً عِــداكْ
مَــوطِــنِــي 	مَــوطِــنِــي

## Translitteration till det latinska alfabetet
mawṭinī mawṭinī
al-ǧalālu wa-l-ǧamālu wa-s-sanā'u wa-l-bahā'u
fī rubāk fī rubāk
wa-l-ḥayātu wa-n-naǧātu wal-hanā'u wa-r-raǧā'u
fī hawāk fī hawāk
hal arāk hal arāk
sālimān munaʿamān wa ġānimān mukarramān
hal arāk fī ʿulāk
tabluġu s-simāk tabluġu s-simāk
mawṭinī mawṭinī
mawṭinī mawṭinī
aš-šabābu lan yakilla ʿuzmah an yastaqilla aw yabīd
nastaqī mina r-radá wa lan nakūna li-l-ʿidā' kālʿabīd
lā nurīd lā nurīd
ḏullanā mu'abbada wa ʿayšanā munakkada
lā nurīd bal nuʿīd
maǧdanā t-talīd maǧdanā t-talīd
mawṭinī mawṭinī
mawṭinī mawṭinī
al-ḥusāmu wa-l-yarāʿu lā l-kalām wa-n-nizāʿu
ramzunā ramzunā
maǧdunā wa ʿahdunā wa wāǧibun ilá l-wafā'
yahuzzunā yahuzzunā
ʿizzunā ʿizzunā
ġāyâtun tušarrifu wa rāyâtun turafrifu
yā hanāk fī ʿulāk
qāhirān ʿidāk qāhirān ʿidāk
mawṭinī mawṭinī

## Engelsk översättning
My homeland My homeland
Glory and beauty
Sublimity and prettiness
Are in your hills
Life and deliverance
Pleasure and hope
Are in your air
Will I see you?
Safe and comfortable
Sound and honored
Will I see you?
In your eminence
Reaching the stars
My homeland
My homeland
The youth will not get tired
Their goal is your independence
Or they die
We will drink from death
But we will not be slaves to our enemies
We do not want
An eternal humiliation
Nor a miserable life
We do not want
But we will reestablish
Our great glory
My homeland
My homeland
The sword and the pen
Are our symbols
Not talking nor quarreling
Our glory and covenant
And a duty to be honest
Shake us
Our glory
Is an honorable cause
And a waving standard
O, behold your felicity
In your eminence
Overwhelming your foes
My homeland
My homeland